# Zodarion turcicum
Zodarion turcicum là một loài nhện trong họ Zodariidae.
Loài này thuộc chi Zodarion. Zodarion turcicum được Jörg Wunderlich miêu tả năm 1980.